# Andrea Martin
Andrea Louise Martin (Portland, 15 gennaio 1947) è un'attrice e sceneggiatrice statunitense con cittadinanza canadese, di origini armene.
È stata sposata dal 1980 al 2004 con l'attore e regista Bob Dolman da cui ha avuto due figli, Joe e Jack.

## Filmografia parziale

### Cinema
- Black Christmas (Un Natale rosso sangue) (Black Christmas), regia di Bob Clark (1974)
- Io, modestamente, Mosè (Wholly Moses!), regia di Gary Weis (1980)
- Soup for One, regia di Jonathan Kaufer (1982)
- Club Paradise, regia di Harold Ramis (1986)
- Salto nel buio (Inner Space), regia di Joe Dante (1987)
- Brusco risveglio (Rude Awakening), regia di David Greenwalt e Aaron Russo (1989)
- A scuola di ballo (Stepping Out), regia di Lewis Gilbert (1991)
- Caro Babbo Natale (All I Want for Christmas), regia di Robert Lieberman (1991)
- Bogus - L'amico immaginario (Bogus), regia di Norman Jewison (1996)
- Sesso & potere (Wag the Dog), regia di Barry Levinson (1997)
- American School, regia di Amy Heckerling (2000)
- Hedwig - La diva con qualcosa in più (Hedwig and the Angry Inch), regia di John Cameron Mitchell (2001)
- All Over the Guy, regia di Julie Davis (2001)
- Il mio grosso grasso matrimonio greco (My Big Fat Greek Wedding), regia di Joel Zwick (2002)
- Una pazza giornata a New York (New York Minute), regia di Dennie Gordon (2004)
- The Producers - Una gaia commedia neonazista (The Producers), regia di Susan Stroman (2005)
- TV Set, regia di Jake Kasdan (2006)
- Come mangiare i vermi fritti (How to Eat Fried Worms), regia di Bob Dolman (2006)
- Black Christmas - Un Natale rosso sangue (Black X-Mas), regia di Glen Morgan (2006)
- Imogene - Le disavventure di una newyorkese (Girl Most Likely), regia di Shari Springer Berman e Robert Pulcini (2012)
- Notte al museo - Il segreto del faraone (Night at the Museum: Secret of the Tomb), regia di Shawn Levy (2014)
- Il mio grosso grasso matrimonio greco 2 (My Big Fat Greek Wedding 2), regia di Kirk Jones (2016)
- Little Italy - Pizza, amore e fantasia (Little Italy), regia di Donald Petrie (2018)
- Il mio grosso grasso matrimonio greco 3 (My Big Fat Greek Wedding 3), regia di Nia Vardalos (2023)

### Televisione
- King of Kensington – serie TV, episodio 1x9 (1975)
- Kate & Allie – serie TV, episodi 4x10-4x11 (1986)
- Sesamo apriti (Sesame Street) – sketch comedy, 8 episodi (1987-2009)
- The Tracey Ullman Show – serie TV, episodio 3x20 (1989)
- Maniac Mansion – serie TV, episodio 2x19 (1992)
- Gypsy, regia di Emile Ardolino – film TV (1993)
- Star Trek: Deep Space Nine – serie TV, episodio 3x23 (1995)
- Meego – serie TV, episodio 1x03 (1997)
- Damon – serie TV, 7 episodi (1998)
- Oltre i limiti (The Outer Limits) – serie TV, episodio 5x06 (1999)
- Crossing Jordan – serie TV, episodio 1x13 (2002)
- Ed – serie TV, episodio 2x11 (2002)
- Hope & Faith – serie TV, episodio 2x26 (2005)
- Kitchen Confidential – serie TV, episodio 1x09 (2006)
- Nurse Jackie - Terapia d'urto (Nurse Jackie) – serie TV, episodio 1x08 (2009)
- La piccola moschea nella prateria (Little Mosque on the Prairie) – serie TV, episodio 4x13 (2010)
- Dino Dan – serie TV, 3 episodi (2010)
- 30 Rock – serie TV, episodio 7x08 (2012)
- Crash & Bernstein – serie TV, episodio 1x25 (2013)
- Modern Family – serie TV, episodio 7x09 (2015)
- Difficult People – serie TV, 26 episodi (2015-2017)
- Hairspray Live!, regia di Kenny Leon e Alex Rudzinski – film TV (2016)
- Unbreakable Kimmy Schmidt – serie TV, episodio 3x11 (2017)
- Grandi notizie (Great News) – serie TV, 23 episodi (2017-2018)
- The Good Fight – serie TV, 6 episodi (2017-2019)
- Will & Grace – serie TV, episodio 10x12 (2019)
- Harlem – serie TV, 3 episodi (2021)
- Evil – serie TV, 20 episodi (2021-2024)
- Only Murders in the Building – serie TV, 5 episodi (2022-2023)
- Overcompensating - L'inganno (Overcompensating) – serie TV, episodio 1x08 (2025)
- The Gilded Age – serie TV, episodi 3x04-3x05-3x06 (2025)

### Doppiatrice
- Che magnifico campeggio! (Camp Candy) – serie animata (1992)
- Darkwing Duck – serie animata (1992)
- I Rugrats (Rugrats) – serie animata (1992-2002)
- Batman – serie animata (1994)
- Earthworm Jim – serie animata (1995-1996)
- Freakazoid! – serie animata (1996)
- Duckman – serie animata (1996)
- Anastasia, regia di Don Bluth e Gary Goldman (1997)
- Ricreazione (Recess) – serie animata (1997)
- I Simpson (The Simpsons) – serie animata (1997)
- Rugrats - Il film (The Rugrats Movie), regia di Norton Virgien e Igor Kovalyov (1998)
- Il segreto di NIMH 2 - Timmy alla riscossa (The Secret of NIMH 2: Timmy to the Rescue), regia di Dick Sebast (1998)
- Hercules – serie animata (1998-1999)
- Superman – serie animata (1998-2000)
- Bartok il magnifico (Bartok the Magnificent), regia di Don Bluth e Gary Goldman (1999)
- Timon & Pumbaa – serie animata (1999)
- George e Martha – serie animata (1999-2000)
- Ricreazione - La scuola è finita (Recess: School's Out), regia di Chuck Sheetz (2001)
- Jimmy Neutron - Ragazzo prodigio (Jimmy Neutron: Boy Genius), regia di John A. Davis (2001)
- Le avventure di Jimmy Neutron (The Adventures of Jimmy Neutron, Boy Genius) – serie animata (2002-2006)
- Kim Possible – serie animata (2003-2007)
- Koda, fratello orso 2 (Brother Bear 2), regia di Benjamin Gluck (2006)
- Le tenebrose avventure di Billy e Mandy (The Grim Adventures of Billy & Mandy) – serie animata (2006)
- SpongeBob – serie animata (2007)
- Barbie principessa dell'isola perduta (Barbie as the Island Princess), regia di Greg Richardson (2007)
- Tom & Jerry - Di nuovo a Oz (Tom & Jerry: Back to Oz), regia di Spike Brandt (2016)
- Topolino - Strepitose avventure (Mickey Mouse Mixed-Up Adventures) – serie animata (2019-2021)
- Lo show di Patrick Stella (The Patrick Star Show) – serie animata (2023)

## Doppiatrici italiane
Nelle versioni in italiano delle opere in cui ha recitato, Andrea Martin è stata doppiata da:
- Paola Giannetti in Il mio grosso grasso matrimonio greco, Il mio grosso grasso matrimonio greco 2, Grandi notizie, Will & Grace, Il mio grosso grasso matrimonio greco 3
- Liliana Sorrentino in Bogus - L'amico immaginario
- Angiolina Quinterno in Sesso & potere
- Anna Rita Pasanisi in Hedwig - La diva con qualcosa in più
- Roberta Gasparetti in Black Christmas - Un Natale rosso sangue
- Rossella Izzo in Notte al museo - Il segreto del faraone
- Antonella Giannini in The Good Fight
- Graziella Polesinanti in Little Italy - Pizza, amore e fantasia
- Valeria Perilli in Only Murders in the Building
- Mirta Pepe in Evil

Da doppiatrice è sostituita da:
- Paola Tedesco in Bartok il magnifico
- Antonella Giannini in Koda fratello orso 2
- Aurora Cancian in Barbie principessa dell'isola perduta (Regina Ariana, voce), I Simpson[1]
- Manuela Milia in Barbie principessa dell'isola perduta (Regina Ariana, canto)